# هم‌جوشی شیشه

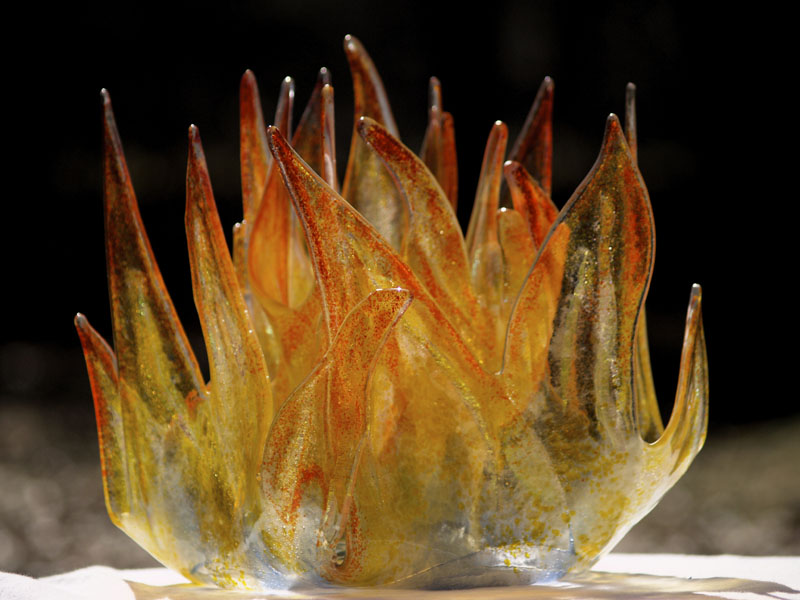
مجسمهٔ شیشه‌ای.

همجوشی شیشه به اتصال قطعات شیشه‌ای در دمای بالای کوره گفته می‌شود. این عمل معمولاً در دمای تقریبی بین ۷۰۰ درجه سلسیوس (۱٬۲۹۲ درجه فارنهایت) و ۸۲۰ درجه سلسیوس (۱٬۵۱۰ درجه فارنهایت) انجام می‌شود.